# Modena Team
Pour les articles homonymes, voir Modena (homonymie).
Ne pas confondre avec l’écurie Team Modena, une écurie de sport automobile britannique, engagée en endurance dans les années 2000.
Modena Team est une ancienne écurie de Formule 1, engagée dans le championnat du monde 1991. Modena Team s'est qualifiée à six reprises en Grands Prix, son meilleur résultat étant une septième place en course grâce à Nicola Larini, au Grand Prix de Phœnix 1991.

## Historique
Avant la création de cette écurie, Lamborghini arrive en Formule 1 en 1989 comme motoriste de Larrousse puis de Lotus.
Durant le weekend du Grand Prix du Mexique 1989, Mauro Forghieri apprend que Fernando Gonzalez Luna souhaite engager, au sein d'une nouvelle écurie dénommée GLAS (Gonzalez Luna Associates) une monoplace de Formule 1 entièrement conçue par Lamborghini. Le Mexicain Giovanni Aloi, qui évolue alors en Formule 3000, est pressenti comme unique pilote. Forghieri met une équipe d'ingénieurs au travail pour présenter une monoplace roulante à la fin du mois de juin 1990 durant le week-end du Grand Prix du Mexique. Durant toute cette période, Gonzalez Luna respecte ses engagements en versant régulièrement de l'argent à Lamborghini. À l'approche du Grand Prix du Mexique, Gonzalez Luna disparait laissant Lamborghini avec une monoplace sans écurie.
Le riche industriel italien Carlo Patrucco, vice-président de la Confindustria (le syndicat patronal italien) reprend le projet à son compte et fonde la Modena Team. Mauro Baldi s'occupe des essais durant le deuxième semestre de l'année sur le circuit d'Imola. Dans le même temps, Emile Novaro et Daniele Audetto, le président de Lamborghini et le responsable du programme Formule 1, font leur possible pour convaincre Chrysler de financer un engagement comme constructeur. Patrucco et ses amis entrepreneurs engagent la voiture au championnat du monde de Formule 1 1991, sur leurs propres deniers, en espérant que les futurs bons résultats intéresseront d'éventuels sponsors. Les châssis, avec des roues chaussées de pneumatiques Goodyear, sont baptisés Lambo 291 et confiés aux pilotes Nicola Larini et Eric van de Poele, Mauro Forghieri étant directeur technique de l'écurie. Si le moteur et la boîte semblent réussis, le châssis est perfectible et manque de mise au point en soufflerie. Les pilotes se plaignent surtout de l'inconfort de l'habitacle, prévu pour le petit gabarit d'Aloi qui pilote, qui plus est, très près du volant. Le principal écueil qui attend la nouvelle écurie est toutefois le double couperet des préqualifications-qualifications.
Au Grand Prix inaugural des  États-Unis, Larini termine à une prometteuse septième place. Puis, au Grand Prix de Saint-Marin, van de Poele termine neuvième après être longtemps resté cinquième. Par la suite, le pilote belge ne réussit plus à se qualifier pour les Grands Prix. Larini fait un peu mieux puisqu'il prend le départ en Allemagne, Hongrie, Italie et Australie, sans pour autant réussir à marquer d'éventuels points susceptibles d'attirer des sponsors. L'équipe, désargentée, ne peut survivre en Formule 1. Les non-qualifications se succèdent jusqu'à la fin de l'année et l'écurie disparaît du monde de la course automobile.

## Résultats en championnat du monde de Formule 1
| Saison | Écurie          | Châssis         | Moteur          | Pneus    | Pilotes                         | Grands Prix disputés | Points inscrits | Classement |
| ------ | --------------- | --------------- | --------------- | -------- | ------------------------------- | -------------------- | --------------- | ---------- |
| 1991   | Modena Team SpA | Lamborghini 291 | Lamborghini V12 | Goodyear | Nicola Larini Eric van de Poele | 6                    | 0               | 14e        |

| Saison | Écurie          | Châssis         | Moteur               | Pneumatiques | Pilotes           | Courses | Courses | Courses | Courses | Courses | Courses | Courses | Courses | Courses | Courses | Courses | Courses | Courses | Courses | Courses | Courses | Points inscrits | Classement |
| Saison | Écurie          | Châssis         | Moteur               | Pneumatiques | Pilotes           | 1       | 2       | 3       | 4       | 5       | 6       | 7       | 8       | 9       | 10      | 11      | 12      | 13      | 14      | 15      | 16      | Points inscrits | Classement |
| ------ | --------------- | --------------- | -------------------- | ------------ | ----------------- | ------- | ------- | ------- | ------- | ------- | ------- | ------- | ------- | ------- | ------- | ------- | ------- | ------- | ------- | ------- | ------- | --------------- | ---------- |
| 1991   | Modena Team SpA | Lamborghini 291 | Lamborghini V12 3512 | Goodyear     |                   | USA     | BRÉ     | SMR     | MON     | CAN     | MEX     | FRA     | GBR     | ALL     | HON     | BEL     | ITA     | POR     | ESP     | JAP     | AUS     | 0               | 14e        |
| 1991   | Modena Team SpA | Lamborghini 291 | Lamborghini V12 3512 | Goodyear     | Nicola Larini     | 7e      | Npq     | Npq     | Npq     | Npq     | Npq     | Npq     | Npq     | Abd     | 16e     | Nq      | 16e     | Nq      | Nq      | Nq      | Abd     | 0               | 14e        |
| 1991   | Modena Team SpA | Lamborghini 291 | Lamborghini V12 3512 | Goodyear     | Eric van de Poele | Npq     | Npq     | 9e      | Npq     | Npq     | Npq     | Npq     | Npq     | Nq      | Nq      | Nq      | Nq      | Nq      | Nq      | Nq      | Nq      | 0               | 14e        |

Légende : ici